# The Convent
The Convent (in spagnolo El Convento) è l'antico convento dei Francescani costruito dagli spagnoli nel 1531 a Gibilterra, dal 1728 è sede del governatore britannico di Gibilterra.
Durante la dominazione spagnola era conosciuto con il nome di El convento de los frailes Franciscanas.
Si trova sulla Main Street a Gibilterra.

## Storia
I frati francescani arrivarono a Gibilterra durante il regno di Carlo I di Spagna. Ai francescani fu concesso di costruire una chiesa nella zona di La Turba e la chiesa viene ultimata nel 1531. Dopo la conquista inglese del 1704 e la fuga della popolazione spagnola, i francescani non lasciarono la colonia britannica.
Nel 1728 l'antico convento passò al governatore britannico e divenne residenza ufficiale.
Il palazzo si presenta oggi in stile georgiano e in stile vittoriano in seguito ai forti rimaneggiamenti del XVIII e del XIX secolo.

## Cambio della Guardia
Nel Convent c'è il cambio della guardia alcune volte a settimana fatto dal Royal Gibraltar Regiment.

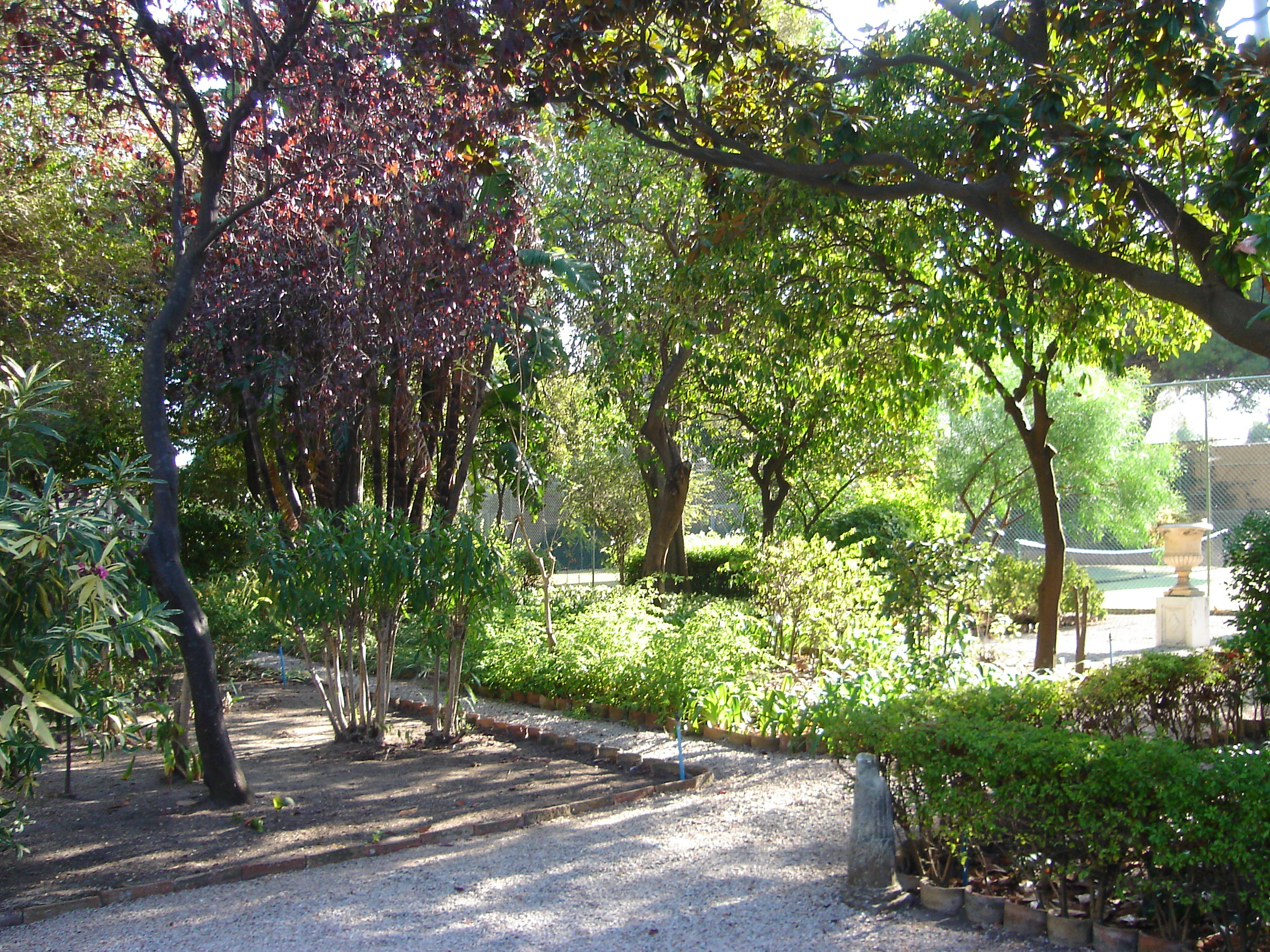
Alcuni alberi del giardino interno furono piantati da Edoardo VII del Regno Unito, dal Kaiser Guglielmo II di Germania, dall'Imperatore Hirohito del Giappone e da Elisabetta II del Regno Unito

## King's Chapel
Adiacente alla chiesa della guarnigione britannica è presente la King's Chapel, che fa parte dell'antico complesso francescano.
Nel 1837 cambiò nome in Queen's Chapel in onore della regina Vittoria, ma Elisabetta II ristabilì il vecchio nome.